# Lucio Anneo Cornuto
Lucio Anneo Cornuto (in latino Lucius Annaeus Cornutus; in greco antico: Ἀνναῖος Κορνοῦτος?, Annâios Kornoûtos; Leptis Magna, ... – ...; fl. 60-68) è stato un filosofo stoico romano del I secolo d.C. che fu attivo sotto il regno di Nerone intorno al 60 d.C., quando la sua casa di Roma era una scuola di filosofia. Più che filosofo egli stesso, fu un cultore di tale disciplina, filologo, retore, commentatore, poeta, insegnante..

## Biografia
Lucio Anneo era nativo di Leptis Magna in Libia; apparteneva alla gens Annea, la stessa di Lucio Anneo Seneca e risiedette a Roma per gran parte della sua esistenza. Era molto conosciuto come insegnante e amico di Persio, che gli aveva dedicato la quinta satira, così come di altri studiosi di elevata cultura, come Claudio Agatemero.
"Tramite Cornuto, Persio fu presentato a Lucano che era suo coetaneo e anch'esso un discepolo di Cornuto".
Alla morte di Persio, Cornuto restituì alla madre ed alla sorella di Persio il denaro da lui lasciatogli in eredità, accettando invece la biblioteca del poeta composta di circa 700 rotoli di papiro. Rielaborò le satire del poeta deceduto per farle pubblicare, ma le diede da revisionare al poeta Cesio Basso, su specifica richiesta di quest'ultimo.
Fra le satire di Persio c'erano versi che, come ci riporta Svetonio, "frustavano persino lo stesso Nerone, che era poi il principe regnante". Il verso era formulato come segue: 
ma Cornuto lo modificò come:
allo scopo che non si potesse supporre che intendeva riferirsi a Nerone.
Ciononostante Anneo Cornuto fu bandito da Nerone – nel 66 o nel 68 d.C. – avendo indirettamente denigrato il progetto dell'imperatore di scrivere la storia romana in un poema epico, dopo di che non si seppe più nulla di lui.

## Opere
Lucio Anneo era l'autore di varie opere retoriche sia in greco che in latino, come De figuris sententiarum; grazie a Cassiodoro sono giunti fino a noi estratti del suo trattato De enuntiatione vel orthographia. Un commentario su Virgilio è frequentemente citato da Servio, ma le tragedie menzionate da Svetonio sono andate perdute.
Cornuto scrisse un lavoro sulla retorica ed un commentario su le Categorie di Aristotele (πρὸς Ἁθηνόδωρον καὶ Ἀριστοτέλην) la cui filosofia venne da lui attaccata assieme al suo amico stoico Atenodoro.  Scrisse anche un lavoro intitolato Sulla Proprietà (in greco: Περὶ ἐκτῶν), ma la sua opera più importante rimane il "Compendio di teologia greca".

### Compendio di teologia greca
Il trattato filosofico Theologiae Graecae compendium ("Compendio di teologia greca": il titolo greco resta incerto) è un manuale della "mitologia popolare come esposto nell'interpretazione etimologica e simbolica degli stoici", utilizzando dunque un metodo ispirato alla stessa corrente intellettuale e filosofica che influenzava, nella allegoresi stoica, il pressoché contemporaneo, più anziano, Eraclito, il che rende la sua opera, insieme a quella eraclitea, l'unico altro testimone e una delle due fonti antiche principali per gli studi moderni sulla allegoresi stoica.
Questo primo esempio di un trattato educativo romano fornisce un resoconto della mitologia greca sulla base di letture etimologiche estremamente elaborate. Cornuto cercò di recuperare le credenze originarie che i popoli primitivi avevano del mondo esaminando i nomi ed i titoli attribuiti ai loro dèi; il risultato, ai nostri occhi, è spesso bizzarro, con molte etimologie forzate, come si può dedurre dal paragrafo di apertura, dove Cornuto descrive il cielo (Urano):
Il libro continua con una vena simile, passando da dèi come Zeus, Hera, Crono e Poseidone, alle Furie, alle Parche (o Moire greche), fino alle Muse e alle Grazie. Tutto il lavoro è pervaso da una forte sottocorrente della Fisica stoica.
Ci viene detto che il mondo ha un'anima che lo preserva detta Zeus, che soggiorna in Cielo la cui sostanza è ardente. Zeus è il potere che pervade tutto e che assegna il destino ad ogni persona. Gli dei ci hanno dato la Ragione (logos), il cui funzionamento non è cattivo,  ma è parte integrante della Ragione divina dell'universo: